# Callan McAuliffe
Callan Ryan Claude McAuliffe (Sydney, 24 gennaio 1995) è un attore australiano.

## Biografia
La sua prima apparizione televisiva è all'età di otto anni nella serie televisiva australiana Comedy Inc., seguita dal suo debutto cinematografico statunitense nel 2010, nella commedia romantica di Rob Reiner, Il primo amore non si scorda mai, in cui recita accanto a Madeline Carroll. Nel 2011 ha un ruolo importante nel thriller d'azione Sono il Numero Quattro. Nel 2013 è il giovane Jay Gatsby nel quarto adattamento cinematografico de Il grande Gatsby, diretto da Baz Luhrmann e con protagonista Leonardo DiCaprio.

## Filmografia

### Attore

#### Cinema
- D.C., regia di Iain P.F. McDonald - cortometraggio (2004)
- Franswa Sharl, regia di Hannah Hilliard - cortometraggio (2009)
- Il primo amore non si scorda mai (Flipped), regia di Rob Reiner (2010)
- 1MC: Something of Vengeance, regia di Martyn Park (2010)
- Sono il Numero Quattro (I Am Number Four), regia di D.J. Caruso (2011)
- Boys on Film 6: Pacific Rim, regia di vari registi (2011)
- Underground: The Julian Assange Story, regia di Robert Connolly (2012)
- Garden of Eden, regia di Max Joseph - cortometraggio (2012)
- Il grande Gatsby (The Great Gatsby), regia di Baz Luhrmann (2013)
- Beneath the Harvest Sky, regia di Aron Gaudet e Gita Pullapilly (2013)
- Kite, regia di Ralph Ziman (2014)
- Robot Overlords, regia di Jon Wright (2014)
- Effetto Lucifero (The Stanford Prison Experiment), regia di Kyle Patrick Alvarez (2015)
- Hacker - Soldi facili (Hacker), regia di Aqan Sataev (2016)
- The Legend of Ben Hall, regia di Matthew Holmes (2016)
- Ten, regia di Chris Robert (2017)
- Summer Night, regia di Joseph Cross (2019)
- Tall Poppy, regia di Brian Henson - cortometraggio (2022)

#### Televisione
- Comedy Inc. – serie TV, 4 episodi (2007)
- Blue Water High – serie TV, 1 episodio (2008)
- Resistance – serie TV, 1 episodio (2008)
- Packed to the Rafters – serie TV, 2 episodi (2009)
- Cloudstreet, regia di Matthew Saville – miniserie TV, 2 episodi (2011)
- Homeland - Caccia alla spia (Homeland) – serie TV, 1 episodio (2014)
- Point of Honor, regia di Randall Wallace – film TV (2015)
- Blow Your Own Trumpet – serie TV, 7 episodi (2016)
- The Walking Dead – serie TV, 28 episodi (2017-2022)

### Doppiatore
- Return of the Obra Dinn – videogioco (2018)

## Doppiatori italiani
Nelle versioni in italiano dei suoi film, Callan McAuliffe è stato doppiato da:
- Flavio Aquilone in Sono il Numero Quattro, Il grande Gatsby, The Walking Dead
- Alessio Puccio in Il primo amore non si scorda mai
- Alex Polidori in Homeland - Caccia alla spia
- Francesco Fabbri in Big Sky

## Riconoscimenti
- 2014 – Young Artist Awards[1]
  - Giovane attore non protagonista per Il grande Gatsby